# Cook’s Night Out

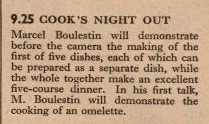
Die Radio Times kündigt für den 21. Januar 1937 die erste Sendung an.

Cook’s Night Out (übersetzt: „Der Koch geht abends aus“) war die vermutlich erste Kochsendung im Fernsehen, ausgestrahlt 1937 in der BBC. Zuvor gab es nur Radiosendungen mit Kochthemen. In Cook’s Night Out stellte der französische Koch Marcel Boulestin dem britischen Publikum ab dem 21. Januar 1937 Grundlagen der französischen Küche vor. In fünf viertelstündigen Folgen erstellte Boulestin ein Menü aus fünf Gängen. Es begann mit einem Omelett, von dem er sagte: „Ein Omelett, das aussieht wie Rühreier in einem Pfannkuchen, ist kein gutes Omelett.“ Er lebte seit 1906 in London und betrieb im Westend eigene Restaurants.
Wegen des Erfolgs der Sendereihe kam es zu Fortsetzungen in den Jahren 1937 und 1939: Dish of the Month (Essen des Monats) und Foundations of Cookery (Grundlagen des Kochens).
Von den Sendungen existieren keine Mitschnitte, weil es damals noch keine technische Möglichkeit der Aufzeichnung gab.